# Bottidda
Bottidda är en ort och kommun i provinsen Sassari i regionen Sardinien i Italien. Kommunen hade 680 invånare (2017).